# Florent Raimy
Raimy Florent (n. 7 februarie 1986) este un fotbalist profesionist din Benin de la FCM Bacău.

## Istorie
Jucătorul are o dublă naționalitate franceză-Benin.
După experiența sa la Stade de Reims, la vârsta de 17 ani a decis să se alăture la Sedan. Cariera sa trece printr-o faza frumoasă, intrând așa la echipa națională a lui Benin. A participat la Cupa Africii under 20, și la Campionatul Mondial under 20 din Olanda în iunie 2005. A jucat câteva partide de calificări la Campionatul Mondial din 2010 cu naționala mare.
La vârsta de 19 ani a decis să lase echipa din a 2-a divize din Belgia, Sedan pentru a juca în SUA la Cincinnati Kings.
FC Oberneuland de gazdă, în decembrie 2007, există încă numai 2 luni.
În martie 2008, echipei din Bacău, FCM Bacău, cu care a semnat un contract de 2 ani și jumătate.